# Древно (Куявсько-Поморське воєводство)
Древно (пол. Drewno, нім. Dreben) — село в Польщі, у гміні Ґонсава Жнінського повіту Куявсько-Поморського воєводства.
Населення — 86 осіб (2011).
У 1975-1998 роках село належало до Бидгощського воєводства.

## Демографія
Демографічна структура станом на 31 березня 2011 року:
|          | Загалом | Допрацездатний вік | Працездатний вік | Постпрацездатний вік |
| -------- | ------- | ------------------ | ---------------- | -------------------- |
| Чоловіки | 47      | 5                  | 31               | 11                   |
| Жінки    | 39      | 10                 | 19               | 10                   |
| Разом    | 86      | 15                 | 50               | 21                   |